# Le Fourgue
Le Fourgue (The Pusher dans l'édition originale américaine) est un roman policier américain de Ed McBain, nom de plume de Salvatore Lombino, publié en 1956. C’est le troisième roman de la série policière du 87e District.

## Résumé
Par une nuit glaciale, un cadavre devenu bleu, mais encore pas gelé , se balance au bout d'une corde dans un sous-sol humide. Tout semble indiqué que l'adolescent s'est suicidé, mais le détective Steve Carella et le lieutenant Peter Byrnes trouvent quelques faits singuliers sur les lieux et une autopsie vient confirmer leurs soupçons : le jeune homme ne s'est pas passé lui-même la corde autour du cou ; il a été victime d'une overdose d'héroïne et son assassin l'a pendu pour camoufler la véritable cause de la mort. 
Pour retrouver le coupable, Carella et Byrnes enquêtent sur la vie déréglée de l'adolescent et doivent sonder le cloaque de la communauté des drogués de la ville d'Isola. Mais voilà qu'un coup de téléphonique anonyme  révèle que le fils d'un flic se trouve déjà mêlé au milieu de la drogue.

## Éditions
Édition originale en anglais
- (en) Ed McBain, The Pusher, New York, Permabooks (Doubleday), 1956

Éditions françaises
- (fr) Ed McBain (auteur) et Henri Robillot (traducteur), Le Fourgue [« The Pusher »], Paris, Gallimard, coll. « Série noire no 383 », 1957, 183 p. (BNF 32265342)
- (fr) Ed McBain (auteur) et Henri Robillot (traducteur), Le Fourgue [« The Pusher »], Paris, Gallimard, coll. « Poche noire no 164 », 1971, 186 p. (BNF 34579672)
- (fr) Ed McBain (auteur) et Henri Robillot (traducteur) (trad. de l'anglais), Le Fourgue [« The Pusher »], Paris, Gallimard, coll. « Carré noir no 376 », 1981, 182 p. (ISBN 2-07-043376-5, BNF 34680168)
- (fr) Ed McBain (auteur) et Henri Robillot (traducteur) (trad. de l'anglais), Le Fourgue [« The Pusher »], Paris, Gallimard, coll. « Série noire no 383 », 1995, 234 p. (ISBN 2-07-049462-4, BNF 35749151)
  - Traduction révisée
- (fr) Ed McBain (auteur) et Henri Robillot (traducteur), Le Fourgue [« The Pusher »], Dans 87e District, volume 1, Paris, Éditions Omnibus, 1999, 972 p. (ISBN 2-258-05138-X, BNF 37176580)
  - Ce volume omnibus contient les romans Du balai !, Le Sonneur, Le Fourgue, Faites-moi confiance, Victime au choix, Crédit illimité et Souffler n'est pas tuer.

## Adaptation au cinéma
- 1960 : The Pusher, film américain réalisé par Gene Milford, adaptation du roman Le Fourgue (The Pusher), avec Robert Lansing dans le rôle de Steve Carella et Douglas Rodgers dans celui de Peter Byrne

## Sources
- Jean Tulard, Dictionnaire du roman policier : 1841-2005. Auteurs, personnages, œuvres, thèmes, collections, éditeurs, Paris, Fayard, 2005, 768 p. (ISBN 978-2-915793-51-2, OCLC 62533410), p. 599 (Notice 87e District).